# Yamanyurt, Saray
Yamanyurt là một xã thuộc thành phố Saray, tỉnh Van, Thổ Nhĩ Kỳ. Dân số thời điểm năm 2011 là 178 người.